# Desulfuromonas
Desulfuromonas es un género de bacterias gramnegativas de la familia Desulfuromonadaceae. Desulfuromonas puede reducir azufre elemental a H2S. Desulfuromonas se presentan en sedimentos de aguas anóxicas y en lagos salados.

## Otras lecturas
- Vandieken, V; Mussmann, M; Niemann, H; Jørgensen, BB (May 2006). «Desulfuromonas svalbardensis sp. nov. and Desulfuromusa ferrireducens sp. nov., psychrophilic, Fe(III)-reducing bacteria isolated from Arctic sediments, Svalbard.». International Journal of Systematic and Evolutionary Microbiology 56 (Pt 5): 1133-9. PMID 16627667. doi:10.1099/ijs.0.63639-0.
- Loffler, F. E.; Sun, Q.; Li, J.; Tiedje, J. M. (1 de abril de 2000). «16S rRNA Gene-Based Detection of Tetrachloroethene-Dechlorinating Desulfuromonas and Dehalococcoides Species». Applied and Environmental Microbiology 66 (4): 1369-1374. PMC 91994. PMID 10742213. doi:10.1128/AEM.66.4.1369-1374.2000.
- Winkelmann, ed. by Günther; Carrano, Carl J. (1997). Transition metals in microbial metabolism. Amsterdam [u.a.]: Harwood Academic Publishers. ISBN 90-5702-219-2.
- Lorenz, Adrian; Frank E., Löffler (2016). Organohalide Respiring Bacteria. Springer. ISBN 978-3-662-49875-0.
- Payne, Suthan S. Sutheran; Fred (2005). In situ remediation engineering. Boca Raton [u.a.]: CRC Press. ISBN 1-56670-653-X.